# Zachar Jefimenko
Zachar Jefimenko (ukrajinsky Захар Єфименко; * 3. července 1985 Makijivka) je ukrajinský šachový velmistr. Byl členem ukrajinského týmu, který vyhrál zlatou medailí na šachové olympiádě v roce 2010. Efimenko se zúčastnil mistrovství světa FIDE v letech 2005, 2009 a 2011.
V roce 1999 vyhrál kategorii U14 na Mistrovství světa v šachu mládeže. V roce 2005 skončil společně s Levonem Aronjanem, Kirilem Georgjevem, Alexijem Širovem and Emilem Sutovskym první na Gibraltar Chess Festival. Na děleném prvním místě skončil také v turnaji na ostrově Man v roce 2006. Společně s Victorem Bologanem vyhrál turnaj v Sarajevu v roce 2010, v roce 2013 se umístil na děleném prvním místě v turnaji v Abú Zabí (s Igorem Kurnosovem, Mikhajlem Oleksjenkem and Avetikem Grigorjanem).
V roce 2006 se stal ukrajinským šachovým šampionem, v roce 2015 se o stejný titul dělil (s Andrejem Volotkinem a Martinem Kravtsivem).